# Paul Voss
Paul Voss (Rostock, Mecklemburg-Pomerània Occidental, 26 de març de 1986) és un ciclista alemany, professional des del 2009. Combina el ciclisme en carretera amb el ciclocròs.
En el seu palmarès sols consta la victòria en l'etapa pròleg de la Volta a Catalunya de 2010 que li va servir per vestir el mallot de líder durant 2 etapes.

## Palmarès
- 2010
  - Vencedor d'una etapa de la Volta a Catalunya
- 2011
  - 1r al Cinturó de l'Empordà i vencedor d'una etapa
- 2016
  - 1r a la Rad am Ring

### Resultats a la Volta a Espanya
- 2009. 99è de la classificació general
- 2010. 70è de la classificació general

### Resultats al Giro d'Itàlia
- 2010. Abandona (15a etapa)

### Resultats al Tour de França
- 2014. 50è de la classificació general
- 2015. 99è de la classificació general
- 2016. 101è de la classificació general